# Magic Hour
Magic Hour – czwarty album amerykańskiego zespołu Scissor Sisters wydany 25 maja 2012 roku. Płyta zadebiutowała na 4 miejscu UK Albums Chart rozchodząc się w pierwszym tygodniu w 19,297 egzemplarzy. Pierwszym singlem z albumu był początkowo utwór "Shady Love", ale później został zastąpiony przez "Only the Horses".

## Lista utworów
| #                             | Tytuł                                              | Autorzy                                                 | Produkcja                                        | Długość |
| ----------------------------- | -------------------------------------------------- | ------------------------------------------------------- | ------------------------------------------------ | ------- |
| 1.                            | "Baby Come Home"                                   | John Stephens, Scott Hoffman, Jason Sellards, Ana Lynch | Scissor Sisters, Alex Ridha                      | 3:00    |
| 2.                            | "Keep Your Shoes On"                               | Sellards, Hoffman, Alex Ridha                           | Scissor Sisters, Alex Ridha                      | 2:51    |
| 3.                            | "Inevitable"                                       | Sellards, Hoffman, Pharrell Williams                    | Scissor Sisters, Pharrell Williams               | 3:53    |
| 4.                            | "Only the Horses"                                  | Sellards, Hoffman, Amanda Ghost, Ridha                  | Scissor Sisters, Alex Ridha, Calvin Harris (co.) | 3:38    |
| 5.                            | "Year of Living Dangerously"                       | Hoffman, Sellards, Ridha, Thomas Pentz                  | Scissor Sisters, Alex Ridha                      | 3:52    |
| 6.                            | "Let's Have a Kiki"                                | Sellards, Hoffman, Lynch                                | Scissor Sisters                                  | 3:50    |
| 7.                            | "Shady Love"                                       | Sellards, Hoffman, Ridha, Azealia Banks                 | Scissor Sisters, Alex Ridha                      | 3:56    |
| 8.                            | "San Luis Obispo"                                  | Sellards, Hoffman                                       | Scissor Sisters                                  | 3:48    |
| 9.                            | "Self Control"                                     | Sellards, Hoffman, Lynch                                | Scissor Sisters, Alex Ridha (add.)               | 3:12    |
| 10.                           | "Best in Me"                                       | Hoffman, Sellards, Ridha                                | Scissor Sisters, Alex Ridha                      | 3:44    |
| 11.                           | "The Secret Life of Letters"                       | Sellards, Hoffman, Joan Wasser                          | Scissor Sisters, Stuart Price                    | 3:48    |
| 12.                           | "Somewhere"                                        | Sellards, Hoffman, Ridha                                | Scissor Sisters, Alex Ridha, Stuart Price (add.) | 3:40    |
| 13.                           | "Ms. Matronic's Magic Message" (Bonus Track)       |                                                         |                                                  | 0:27    |
| U.S. iTunes bonus track       |                                                    |                                                         |                                                  |         |
| 14.                           | "Shady Love" (Tommie Sunshine & Disco Fries Remix) | Sellards, Hoffman, Ridha, Banks                         | Scissor Sisters, Alex Ridha                      | 7:06    |
| UK bonus tracks               |                                                    |                                                         |                                                  |         |
| 14.                           | "Fuck Yeah"                                        | Sellards, Hoffman, Lynch                                | Scissor Sisters, Alex Ridha                      | 3:03    |
| 15.                           | "Let's Have a Kiki" (DJ Nita Remix)                | Sellards, Hoffman, Lynch                                | Scissor Sisters                                  | 6:54    |
| 16.                           | "Fuck Yeah" (Seamus Haji Remix)                    | Sellards, Hoffman, Lynch                                | Scissor Sisters, Alex Ridha                      | 3:52    |
| UK iTunes bonus track         |                                                    |                                                         |                                                  |         |
| 17.                           | "Shady Love" (Tommie Sunshine & Disco Fries Remix) | Sellards, Hoffman, Ridha, Banks                         | Scissor Sisters, Alex Ridha                      | 7:06    |
| Deluxe Edition CD-ROM content |                                                    |                                                         |                                                  |         |
| 1.                            | "Album Track-by-Track by Jake Shears"              |                                                         |                                                  |         |
| 2.                            | "Only the Horses" (Video)                          |                                                         |                                                  |         |
| 3.                            | "Only the Horses" (Behind the Scenes Video)        |                                                         |                                                  |         |
| 4.                            | "Baby Come Home" (Video)                           |                                                         |                                                  |         |
| 5.                            | "Baby Come Home" (Behind the Scenes Video)         |                                                         |                                                  |         |

## Notowania
| Lista (2012)                              | Najwyższa pozycja |
| ----------------------------------------- | ----------------- |
| Australia (ARIA)                          | 27                |
| Belgia (Ultratip Flanders)                | 72                |
| Belgia (Ultratip Wallonia)                | 74                |
| Kanada (Canadian Albums Chart)            | 47                |
| Chorwacja                                 | 23                |
| Holandia (MegaCharts)                     | 68                |
| Francja (SNEP)                            | 104               |
| Irlandia (Irish Albums Chart)             | 15                |
| Włochy (FIMI)                             | 71                |
| Japonia (Oricon)                          | 114               |
| Szkocja (Official Charts Company)         | 4                 |
| Hiszpania (PROMUSICAE)                    | 65                |
| Szwajcaria (Schweizer Hitparade)          | 62                |
| Wielka Brytania (Official Charts Company) | 4                 |
| US Billboard 200                          | 35                |
| US Dance/Electronic Albums                | 1                 |

## Historia wydania
| Kraj              | Data         | Wytwórnia          |
| ----------------- | ------------ | ------------------ |
| Australia         | 25 maja 2012 | Universal Music    |
| Wielka Brytania   | 28 maja 2012 | Polydor Records    |
| Stany Zjednoczone | 29 maja 2012 | Casablanca Records |